# ニュースキッド715
『ニュースキッド715』（ニュースキッドなないちご）は、1979年4月2日から同年12月28日まで東京12チャンネル（現・テレビ東京）で放送されていた子供向けの報道番組である。放送時間は毎週月曜 - 金曜 19:15 - 19:30 （日本標準時）。

## 概要
「ニュースキッド」と呼ばれるニュースキャスター役の子供たちが、週5日間毎日さまざまなニュースを伝えていた異色の報道番組。番組は、未成年の彼らが難解なニュースについて解説する「ニュースキッドとアンカーマンの質問コーナー」と、中学1年生から高校1年生までのメンバー3人が気象情報や催し物情報などを紹介する「ニュースキッド」のコーナーによって構成されていた。
番組は平日17:30枠の『こちらニューススタジオ』と統合され、『ニューストレイン出発進行』へとリニューアルした。

## キャスター
キャスターメンバー
- 桐島かれん/桐島ノエル(桐島洋子娘)
- 天野晃宏
- 俵?太郎(俵孝太郎息子)

ご意見番
- 赤塚行雄(社会評論家)
- 東海大学教授陣